# Аец
Аец (фр. Ahetze) насеље је и општина у југозападној Француској у региону Аквитанија, у департману Атлантски Пиринеји која припада префектури Бајон.
По подацима из 2011. године у општини је живело 1856 становника, а густина насељености је износила 175,76 становника/km². Општина се простире на површини од 11 km². Налази се на средњој надморској висини од 25 метара (максималној 100 m, а минималној 7 m).

## Демографија
| 1962. | 1968. | 1975. | 1982. | 1990. | 1999. | 2011. |
| ----- | ----- | ----- | ----- | ----- | ----- | ----- |
| 479   | 484   | 567   | 869   | 1.069 | 1.318 | 1.856 |

График промене броја становника у току последњих година